# Amnesty International Filmpreis
Der Amnesty International Filmpreis wird von der Menschenrechtsorganisation Amnesty International verliehen. Ausgezeichnet werden Filme, die die Situation der Menschenrechte in der heutigen Zeit überzeugend darstellen.

## Geschichte
Der Preis wurde erstmals 2005 und seither jährlich auf der Berlinale vergeben. Er ist derzeit mit 5.000 Euro dotiert (2016), früher mit 2500 Euro.
Amnesty International schreibt: „Filme können dabei helfen, Menschenrechte zu erklären und Menschenrechtsverletzungen bekannt zu machen und anzuprangern.“ Zugleich würdigt der Preis das manchmal lebensgefährliche Engagement von Filmemacherinnen und Filmemachern.
Der Amnesty International Filmpreis wird auch auf internationalen Filmfestivals in Den Haag (Niederlande), Kopenhagen (Dänemark), Pesaro (Italien) und Thessaloniki (Griechenland) vergeben.

## Bisherige Preisträger
| Jahr | Film                                           | Regie                                    |
| ---- | ---------------------------------------------- | ---------------------------------------- |
| 2025 | Die Möllner Briefe                             | Martina Priessner                        |
| 2024 | The Strangers’ Case                            | Brandt Andersen                          |
| 2023 | Al Murhaqoon                                   | Amr Gamal                                |
| 2022 | Myanmar Diaries – Flaschenpost aus Myanmar     | The Myanmar Film Collective              |
| 2021 | nicht verliehen                                | nicht verliehen                          |
| 2020 | Achtung Lebensgefahr! – LGBT in Tschetschenien | David France                             |
| 2019 | Espero tua (Re)volta                           | Eliza Capai                              |
| 2018 | Zentralflughafen THF                           | Karim Aïnouz                             |
| 2017 | La libertad del diablo - Devil’s Freedom       | Everardo González                        |
| 2016 | Fuocoammare                                    | Gianfranco Rosi                          |
| 2015 | Tell spring not to come this year              | Saeed Taji Farouky und Michael McEvoy    |
| 2014 | Al Midan                                       | Jehane Noujaim                           |
| 2013 | The Rocket                                     | Kim Mordaunt                             |
| 2012 | Just the Wind                                  | Bence Fliegauf                           |
| 2011 | Barzakh                                        | Mantas Kvedaravičius                     |
| 2010 | Son of Babylon Waste Land                      | Mohammed Al-Daradji Lucy Walker          |
| 2009 | Sturm                                          | Hans-Christian Schmid                    |
| 2008 | Sleep Dealer                                   | Alex Rivera                              |
| 2007 | Bei Einbruch der Dunkelheit                    | Anders Nilsson                           |
| 2006 | U Nergiz Biskivin                              | Masoud Arik Salih und Hussein Hassan Ali |
| 2005 | Paradise Now                                   | Hany Abu-Assad                           |